# Toàn Thắng, Gia Lộc
Toàn Thắng là một xã thuộc huyện Gia Lộc, tỉnh Hải Dương, Việt Nam.
Xã Toàn Thắng có diện tích 5.05 km², dân số năm 1999 là 5964 người, mật độ dân số đạt 1181 người/km².